# カナダの紋章学
カナダの紋章学 (Canadian heraldry) は、近代および歴史的なカナダ両方における紋章の文化的伝統と種類や他の紋章学の成果である。これには、国、地方、および市民の紋章、貴族と個人の紋章、教会の紋章、企業ロゴとしての紋章の表示、およびカナダの紋章の説明が含まれる。
主にフランスとイギリスの紋章の伝統に由来するカナダの紋章学には、明らかにカナダのシンボル、特に在来の植物と動物、ファースト・ネーション及びその他の先住民のようなカナダの人々、そしてカナダの国旗から派生したカナディアン・ペールなどのユニークなカナダの要素も組み込んでいる。紋章を継承する娘にはケイデンシーの独特なシステムが使用され、および王党派には特別な象徴が使用される。
1988年には、カナダの個人や企業の両方の紋章の管理がイングランドとスコットランドの紋章当局から受け継がれ、現在はカナダで紋章の授与を独占的に管轄するカナダ紋章庁が設立された。紋章は、カナダ全土ですべてのレベルの政府によって使用されている。多くの場合、最近付与された下院と上院の紋章のように、権威の印としての王室の記章や、合同機関としての議会が含まれる。紋章の使用は政府機関に限定されない。カナダのすべての市民は、企業や宗教団体を含む他の団体と同様に、紋章の授与を請願する権利を持っている。紋章の付与は、カナダの総督を経て、カナダ国王からの名誉とみなされており、したがって、チーフヘラルドは、紋章の授与を受けるに値すると認めた人たちに授けている。

## 歴史
ヨーロッパ人が到着する前、カナダの先住民は象徴的な芸術作品を使用して、特定の氏族やパントリバルソダリティへの忠誠を示し、伝説的で宗教的なテーマを示していた。西海岸の人々にとって、これはトーテムポールの彫刻、ロングハウスやボックス、マスク、カヌーなどの小さな木製のものに統合の彫刻で行われることになる。平原の人々にとって、平原はティピー、盾、その他の動物の皮のオブジェクトに伝統的な絵画の画像を隠している。
カナダのヨーロッパ式の紋章学の歴史は、1534年にフランスの探検家ジャック・カルティエが現在ガスペ半島として知られているカナダの土地に上陸したときに、フランス国王の紋章（現代）を育てたことから始まった。 カナダの開拓の始まりから1763年のパリ条約まで、紋章は主にフランスから持ち込まれたか、フランスの国王によって授与された。注目すべき例外は、 1625年にチャールズ1世から授与されたノバスコシア州の紋章（イギリス以外の連邦で最も古い紋章）で、1868年に新しい紋章に置き換えられるまで使用されていた。 オリジナルは後に再発見され、1929年に1868年版に取って代わった。 現在のニューファンドランド・ラブラドール州の紋章は、ノバスコシア州の直後に民間企業に付与されたが、1920年代までこの地域の紋章として使用されることはなかった。 ハドソン湾会社の紋章は1671年に最初に使用され（元の助成金の記録はなく、1921年までロンドンの紋章院に登録されていなかった）、それ以来、公式の描写にわずかな外観上の変更を加えて継続的に使用されている。
パリ条約が批准されると、イギリス国王はフランスの紋章を確認した。 カナダ連邦の年であった1763年から1867年の間に、多くの紋章活動の証拠はほとんどない。 しかし、連邦後、カナダの紋章は、州、さまざまな教育機関、地方自治体、および個人への武器の付与を含めて、より広範になった。 連合直後の期間に、武器はニューブランズウィック州、ノバスコシア州、オンタリオ州とケベック州に与えられたが、国全体には与えられなかった。 パリ条約と連合の間の期間、イギリスの国章はカナダ国内の権威の象徴としての役割を果たしていた。

1763年から1988年まで、カナダの紋章はロンドンの紋章院とエディンバラのコート・オブ・ザ・ロード・ライアンの管轄下にあった。1980年代後半、女王は総督が紋章の問題で彼女の権限を行使することを許可する特許状を発行した。その後、総督はカナダの紋章局を設立した。